# 12494 Дуґгамілтон
12494 Дуґгамілтон  (12494 Doughamilton) — астероїд головного поясу, відкритий 25 лютого 1998 року.
Тіссеранів параметр щодо Юпітера — 3,810.